# 獅頭山勸化堂
24°38′31″N 121°00′37″E / 24.642036°N 121.010244°E
獅頭山勸化堂，是位於臺灣苗栗縣南鄉獅山村、獅頭山風景區上的鸞堂，附設有輔天宮、開善寺、仁濟院、育英書院等建築群。

## 沿革

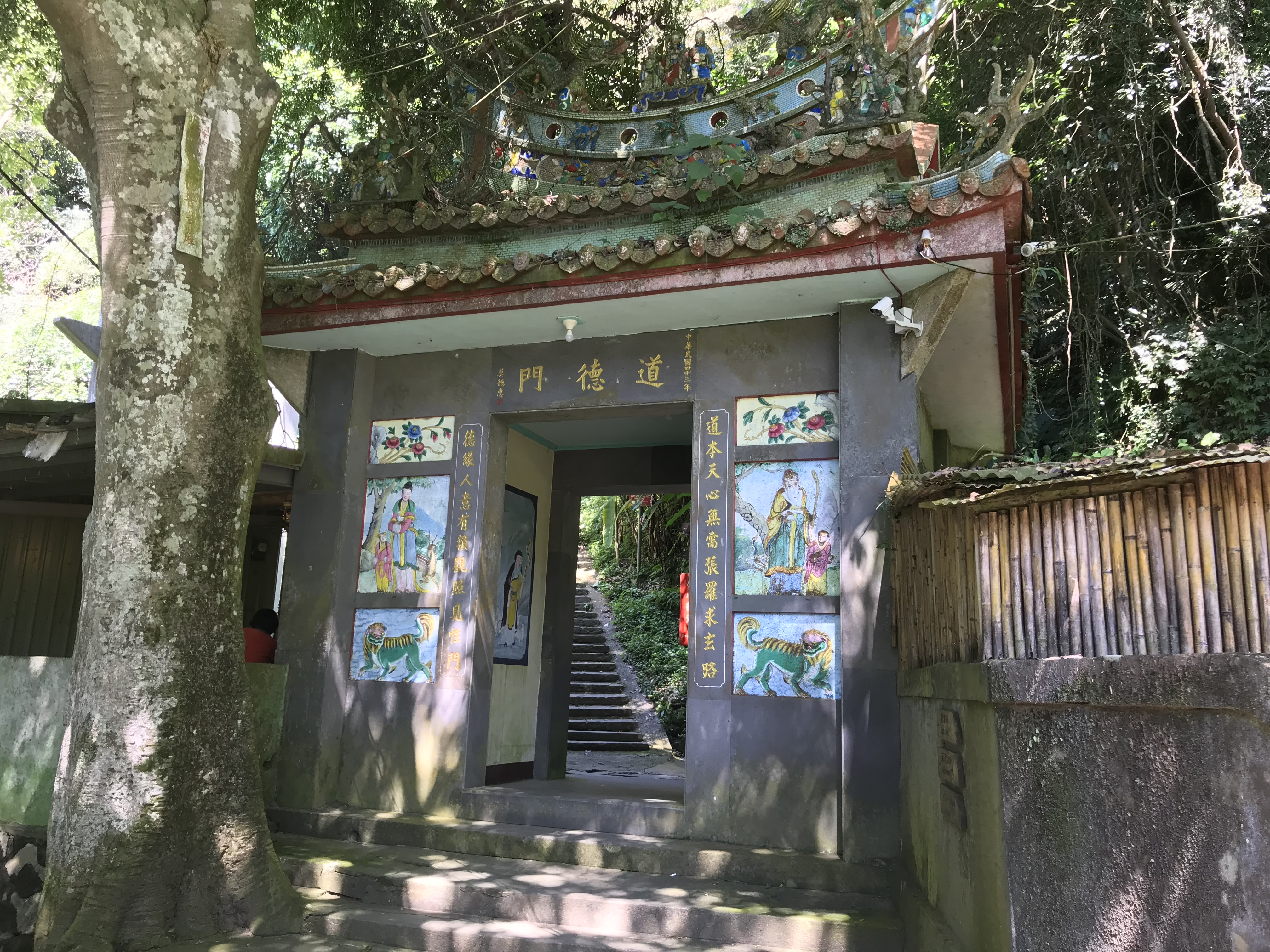
山門

1901年，南庄地方仕紳黃開郎、陳秀蘭、林李雲等諸人發心醵資在獅頭山興建勸化堂，公推黃開郎為堂主。1902年，廟方請唐山師傅林起鳳、林福清製作儒、道、佛教神像四十八尊，其中十二尊是木雕、三十六尊是泥塑神像。建築當初並以扶乩方式表示太白星君指示要在三十年內完成「天堂」、「地府」及「西方」三大聖剎建設，並舉行「仁慈」、「育英」兩社會事業，遂建立祀地藏王菩薩的輔天宮、祀西方三聖的開善寺等。
因山上溼氣重，泥塑神像易破損、金身金箔易脫落、木質座台易腐蝕，三、四十年就得修復。1962年，請彭木泉與其徒弟林增桶維修神像。
1975年苗栗縣政府、南庄鄉公所為發展獅頭山宗教觀光，邀集各商家於勸化堂旁步道邊擺設攤位，像是以販售笛簫、表演音樂知名的張錦新就作到2020年退休。
2000年整體重修。

## 勸化堂

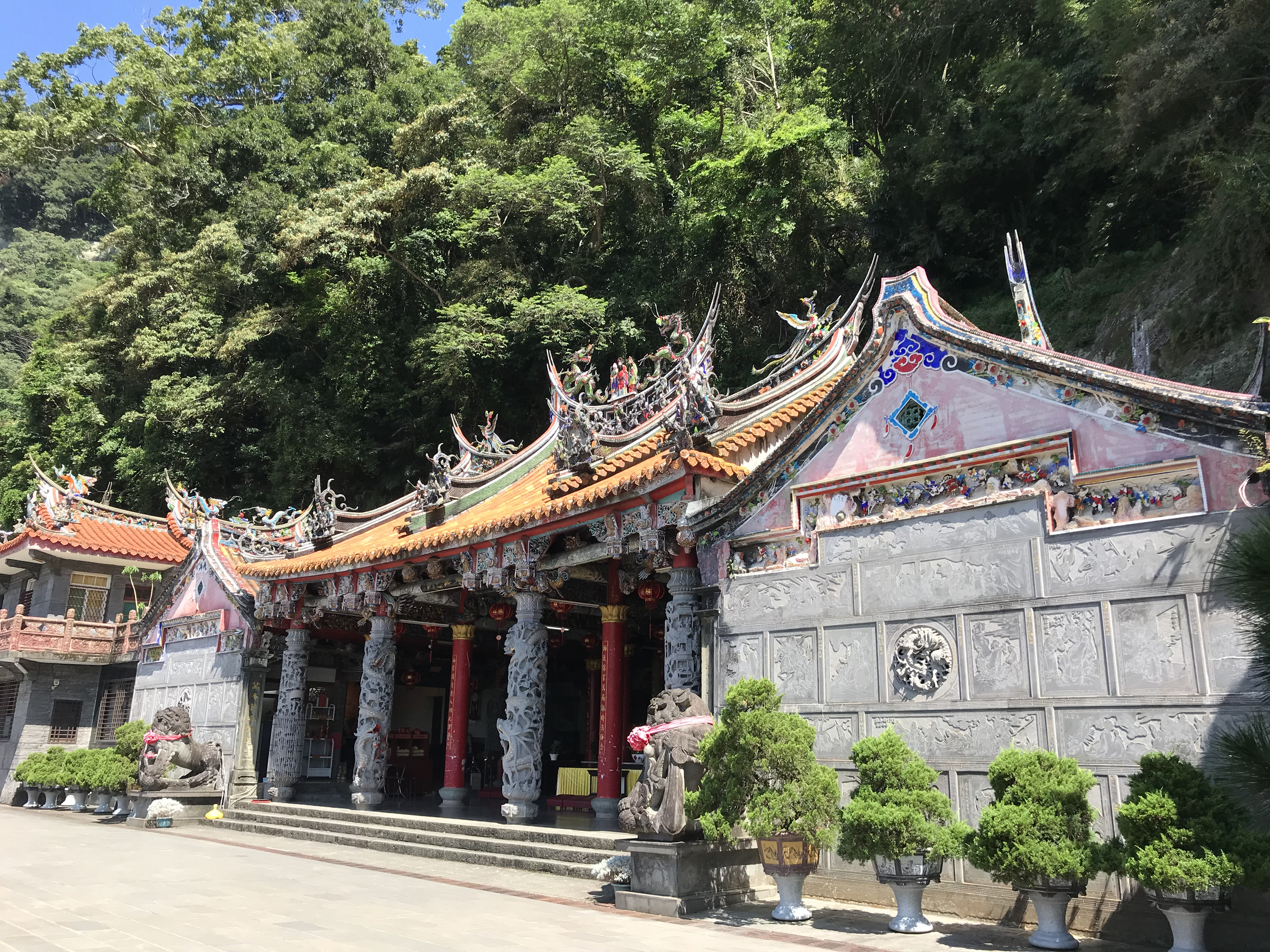
勸化堂

殿內玉清宮奉祀關聖帝君、孚佑帝君和司命真君三恩主；大成殿供奉至聖先師；雷音殿奉祀釋迦牟尼。
扶鸞生在農曆二、六日晚扶乩，早年即依據開示勸人為善詞句，故名為「勸化堂」。開堂不久即納入日本在台的曹洞宗體系，彼此關係密切，持續進行扶鸞活動。
1907年，開堂堂主黃開郎與鸞生曾春秀等人，因涉東勢周半仙事件被捕，經新竹曹洞宗布教師松山宏堂幫忙後保釋。1908年，該堂著手編輯該堂第一本鸞書《宣音普濟》，於1912年出版。1915年，黃開郎、曾春秀疑涉西來庵事件再度被捕拘禁，後經調查，兩人無罪釋放。日本政府於西來庵事件後，對鸞堂活動控制極嚴，甚至派日本人擔任勸化堂住持，以為監視。1923年，編印第二本鸞書《警世玉律金篇》。
1935年新竹–台中地震後重建。
到了皇民化運動時，移到偏僻岩洞扶乩。日人一度強令勸化堂正殿要改奉天照大神，但沒成功。戰後，扶鸞活動在1960到1970年到達到巔峰，每逢開乩日扶乩案件曾達五、六十件，經常傍晚開乩到天明，後因附近寺廟興起，紛紛開堂降筆，信徒分散，加上因社會型態和價值觀的改變，扶鸞活動乃漸沉寂。臺灣登山人物王一志曾在此寄宿約二十年，擔任文書及對外連繫。1992年，新竹縣關西鎮鎮長羅彭喜美就和關西太和宮主委徐慶松曾在深夜來此問事。
1955年12月，日本佛教會歸還玄奘靈骨時，贈送解夢觀音（日语：夢違観音，ゆめちがいかんのん）一尊。
在廟方設立育英書院期間，前清秀才彭祝堂曾在此教授漢學。改成育英中學後停辦。之後每逢農曆新年前夕，廟方以紅紙抄寫過去的經典對句，張貼至紫陽門，等褪色即卸下。
1961年3月拆除重建，耗資兩百萬，次年12月20日子夜由縣長林為恭主持落成典禮。今址為獅山村獅山242號。

## 輔天宮
輔天宮建於1916年，1968年改建。

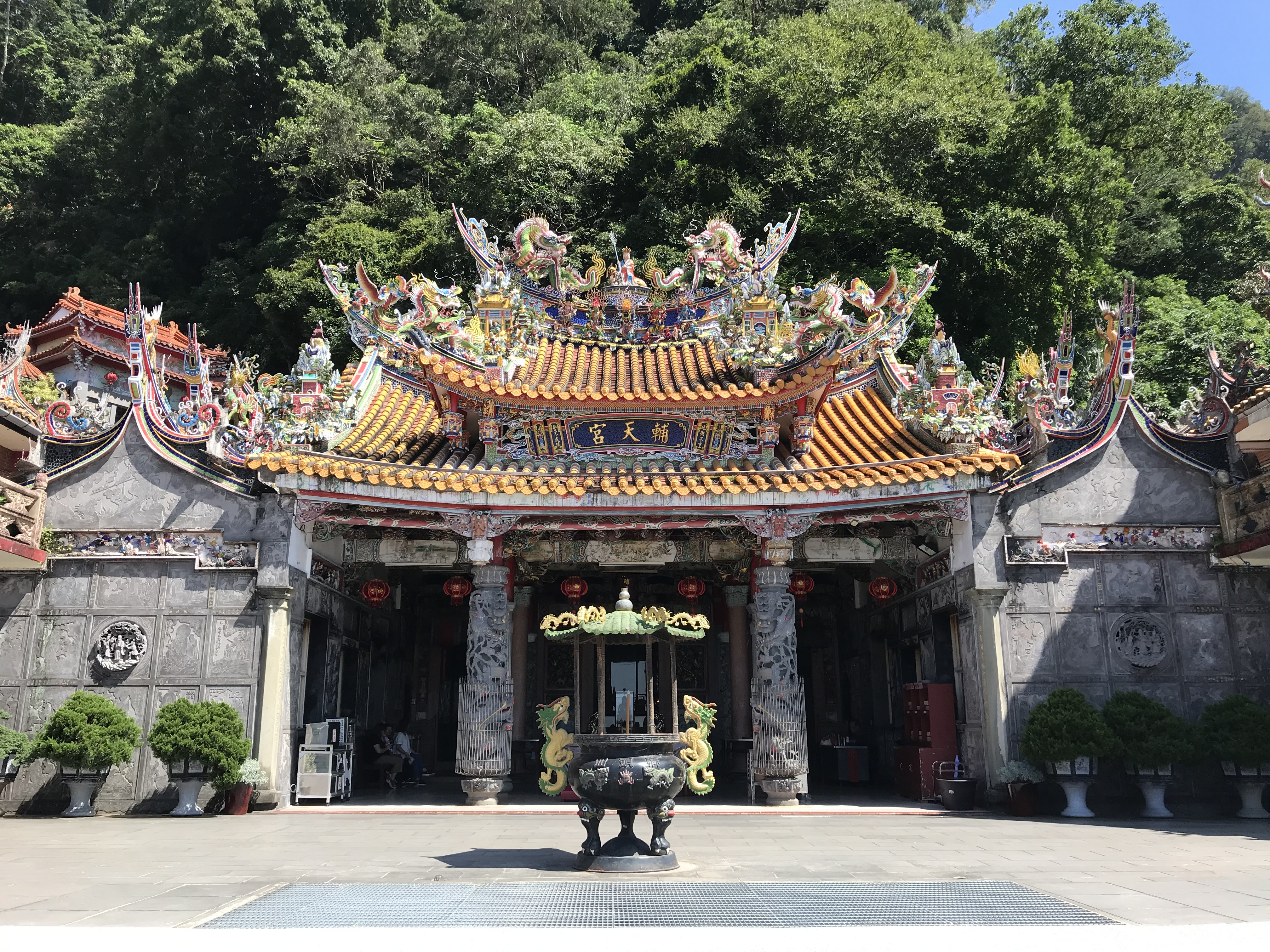
輔天宮

1975年，臺籍日本老兵劉維添來此安放犧牲自己性命，救助兩千名臺灣青年的日本海軍軍官廣枝音右衛門牌位供人祭拜，每年更與遺族聯繫赴日追悼，後廣枝遺孀於1988年逝世，也將其妻名字列入牌位。這兩牌位各書「天昇院法真活道居士」、「淨蓮院台譽妙往清大姐」牌位，旁邊還立有一塊以日文書寫的木刻歌板。小林善紀《台灣論》曾提此事。
2006年2月再度修建，並正殿屋頂新安座一尊三台尺高的騎乘諦聽之地藏王菩薩。

## 開善寺
開善寺在1927年建立，歷四年落成。建築倚山勢地形而建，大殿半置山洞半露外，殿後有高聳巍岩，殿前可遠眺中港溪。在玄光寺落成前，曾供奉玄奘靈骨。1974年重修。
後因祭祀、法會等需求，乃再增建雨遮，導致廟貌不佳。2001年8月底拆除雨遮，改成重要祭祀法會才臨時搭建活動式棚架替代。

## 仁濟院
1921年，仁濟院設在輔天宮右側廂房，從事醫療服務工作。
1980年彰化一家食品工廠爆發米糠油中毒事件，病患被勸化堂收容醫療，在1988年報導時病患剩下四十人。1995年7月1日起，台灣省衛生處決定開始代支付他們的中醫門診費用。

## 火化場
火化場從日治時期沿用至今，包括印順及聖嚴等圓寂後都選在此舉行荼毗火化儀式，2020年中華民國空軍UH-60M黑鷹直升機墜毀事故殉職的侍從官黃聖航也是在這裡火化。

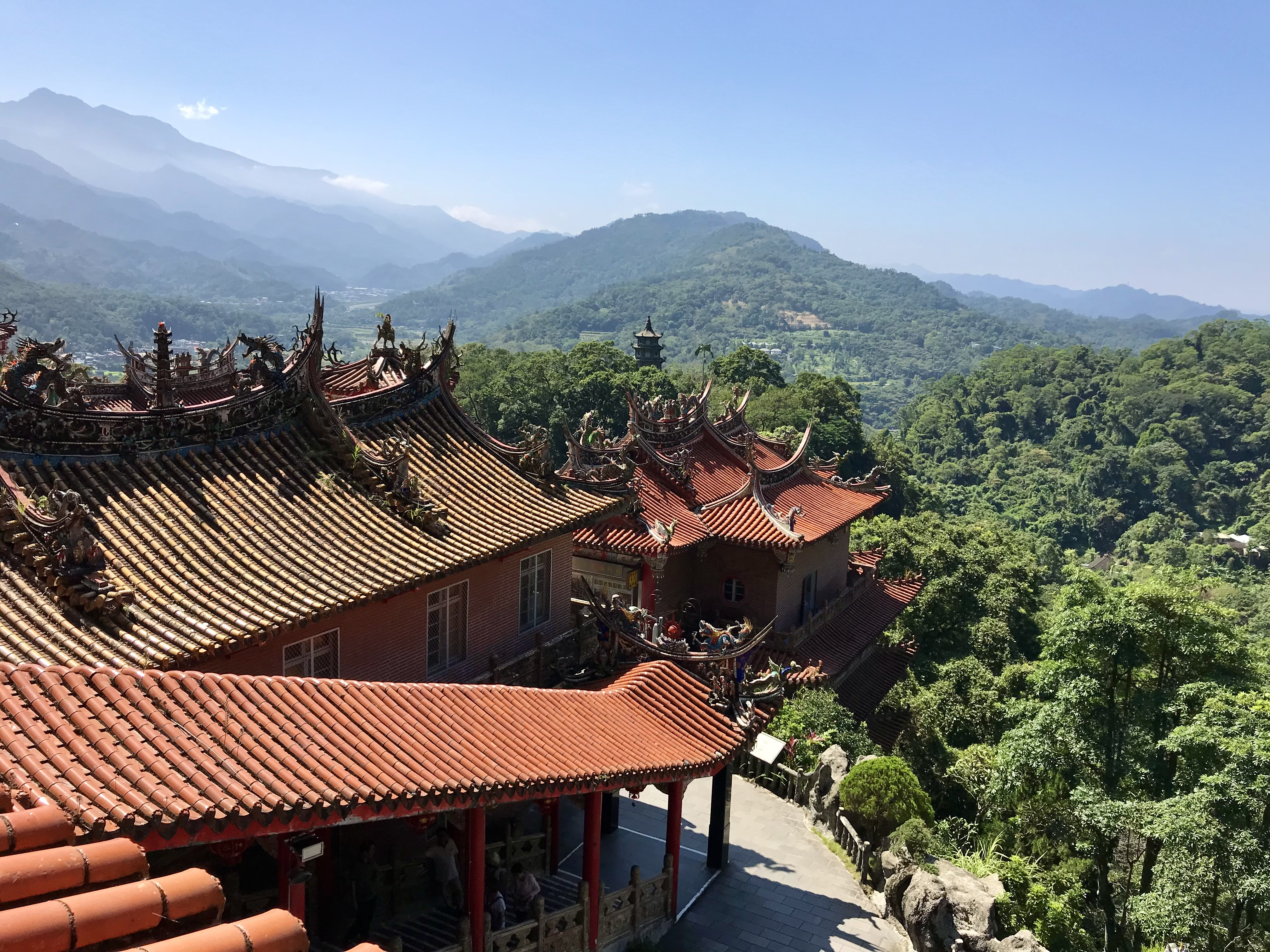
勸化堂望中港溪

## 外部連結
- 官方网站
- 獅頭山勸化堂的Facebook專頁